# Speiredonia levis
Speiredonia levis là một loài bướm đêm thuộc họ Erebidae. Nó được tìm thấy ở Timor.
Chiều dài cánh trước là 27.5 mm đối với con đực và 26 mm đối với con cái.